# Elías Aguilar
Elías Aguilar (phát âm tiếng Tây Ban Nha: [eˈli.as aɣiˈlar]; sinh ngày 7 tháng 11 năm 1991) là một cầu thủ bóng đá người Costa Rica thi đấu cho Herediano tại Liga FPD và Đội tuyển bóng đá quốc gia Costa Rica.
Anh được triệu tập vào Costa Rica tham dự Cúp Vàng CONCACAF 2015; anh thi đấu trong trận mở màn của Costa Rica.
Vào tháng 2 năm 2018 anh gia nhập đội bóng K League 1 Incheon United với hợp đồng cho mượn 10 tháng.

### Bàn thắng quốc tế
| #  | Ngày                     | Địa điểm                                    | Đối thủ   | Bàn thắng | Kết quả | Giải đấu               |
| -- | ------------------------ | ------------------------------------------- | --------- | --------- | ------- | ---------------------- |
| 1. | ngày 16 tháng 6 năm 2019 | Sân vận động Quốc gia, San José, Costa Rica | Nicaragua | 3–0       | 4–0     | Cúp Vàng CONCACAF 2019 |
| 2. | ngày 20 tháng 6 năm 2019 | Sân vận động Toyota, Frisco, Texas, Hoa Kỳ  | Bermuda   | 2–0       | 2–1     | Cúp Vàng CONCACAF 2019 |